# Río Claro (Colbún)
El río Claro nace en lado sur del Parque nacional Radal Siete Tazas y desemboca directamente en el río Maule, río arriba del Lago Colbún, casi frente a la desembocadura del río Melado.
(No debe ser confundido con el río Claro (Talca), que es otro afluente del río Maule que pasa por la ciudad de Talca)

## Trayecto
El Claro nace en las laderas ponientes del volcán Descabezado Grande (3830 m) y tras recibir las aguas del estero Tricahue desemboca en la ribera norte del río Maule, cerca de Armerillo y casi frente a la desembocadura del río Melado que lo hace por el sur. Su longitud alcanza los 42 km.: 389 

## Historia
Francisco Astaburuaga escribió en 1899 en su obra póstuma Diccionario geográfico de la República de Chile sobre la zona:
Colbún ó Colvún.-—Fundo situado en la parte nordeste del departamento de Linares entre las faldas de los Andes por donde se junta al Maule el río Melado. De coli, colorado, y vun fruta.